# لو بارنيشيا
لو بارنيشيا (بالإسبانية: lo barnechea)‏ هي بلدية في تشيلي في إقليم سانتياغو متروبوليتان تقع في القطاع الشمالي الشرقي من العاصمة سانتياغو وتشكل مساحتها 48 ٪ من هذه المقاطعة. حدودها الحضرية هي: من الشمال لوس أنديز في إقليم فالبارايسو ، ومن الغرب كولينا ، ومن الجنوب الغربي فيتاكورا و هويتشورابا ، ومن الجنوب لاس كونديس ومن الشرق مع سان خوسيه دي مايبو .